# Echo (álbum)
Echo (em português: Ecoar) é o segundo álbum de estúdio da cantora britânica Leona Lewis. Foi lançado no dia 16 de Novembro de 2009, no Reino Unido, pela Syco Music, e no dia 17, do mesmo mês, nos Estados Unidos pela J Records, ambos selo da Sony Music Entertainment. O Lançado mundial foi feito pela Sony Music.
Foi produzido por Justin Timberlake, Ne-Yo, Timbaland, One Republic, Simon Cowell e outros grandes produtores musicais. O álbum foi lançado oficialmente no dia 23 de novembro de 2009. O seu primeiro single é a música Happy, que foi lançada no dia 15 de setembro nas rádios do mundo inteiro. Já o seu segundo single oficial é a música I Got You, que será lançada nos Estados Unidos no dia 8 de Dezembro de 2009 e mundialmente em Janeiro de 2010.

## Faixas
| N.º            | Título | Compositor(es)                                                                                     | Produtor(es)                      | Duração |  |
| 1.             | "Happy" | Leona Lewis, Ryan Tedder, Evan Bogart                                                              | Ryan Tedder                       | 4:01    |  |
| 2.             | "I Got You" | Arnthor Birgisson, Max Martin, Savan Kotecha                                                       | Arnthor Birgisson                 | 3:45    |  |
| 3.             | "Can't Breathe" | Lewis, Keith Ross, Uriel Kadouch, Gavriel Aminov, Cheryline Lim, Michael Malih, Lundon J. Knighten | Uriel Kadouch, Harvey Mason, Jr.* | 4:14    |  |
| 4.             | "Brave" | Lewis, Andrew Frampton, Julian Bunetta, Kotecha                                                    | Julian Bunetta, Andrew Frampton   | 3:36    |  |
| 5.             | "Outta My Head" | Martin, Johan Karl Schuster, Kotecha                                                               | Max Martin, Shellback             | 3:39    |  |
| 6.             | "My Hands" | Ina Wroldsen, Birgisson                                                                            | Arnthor Birgisson                 | 4:12    |  |
| 7.             | "Love Letter" | Kevin Rudolf, J. Kasher                                                                            | Kevin Rudolf                      | 4:00    |  |
| 8.             | "Broken" | Lewis, John Shanks, Novel                                                                          | John Shanks                       | 4:03    |  |
| 9.             | "Naked" | Lewis, Kristian Lundin, Kotecha                                                                    | Kristian Lundin, Shellback        | 3:49    |  |
| 10.            | "Stop Crying Your Heart Out"                                                                                              | Noel Gallagher                                                                                     | Steve Robson                      | 4:08    |  |
| 11.            | "Don't Let Me Down" (com vocais ao fundo de Justin Timberlake)                                                            | Lewis, Justin Timberlake, Robin Tadross, Mike Elizondo, James Fauntleroy                           | The Y's, Mike Elizondo*           | 4:36    |  |
| 12.            | "Alive" | Lewis, Shanks, Danielle Brisebois                                                                  | John Shanks                       | 3:29    |  |
| 13.            | "Lost Then Found" | Lewis, Tedder, Dan Muckala, Jess Cates, Lindy Robbins                                              | Ryan Tedder                       | 11:09   |  |
| 14.            | "Stone Hearts & Hand Grenades" ((faixa escondida ligada a "Lost Then Found", começa no 7:05, depois de 3:05 de silêncio)) | Lewis, Bogart, Frampton, Bunetta                                                                   | Julian Bunetta, Andrew Frampton   |         |  |
| Duração total: | Duração total: | Duração total:                                                                                     | Duração total:                    | 59:03   |  |

| Faixa extra do iTunes |                |                     |              |         |  |
| N.º                   | Título         | Compositor(es)      | Produtor(es) | Duração |  |
| 14.                   | "Fly Here Now" | Jeff Bhasker, Lewis | Jeff Bhasker | 3:42    |  |

| Faixas extras da Edição Deluxe do iTunes |                                                                   |                                                 |                                 |         |  |
| N.º                                      | Título                                                            | Compositor(es)                                  | Produtor(es)                    | Duração |  |
| 14.                                      | "Brave" (ao vivo no Hackney Empire)                               | Lewis, Andrew Frampton, Julian Bunetta, Kotecha | Julian Bunetta, Andrew Frampton | 5:55    |  |
| 15.                                      | "The First Time Ever I Saw Your Face" (ao vivo no Hackney Empire) | Ewan MacColl                                    |                                 | 4:39    |  |
| 16.                                      | "Echo - The Reflection of Sound" (vídeo)                          |                                                 |                                 | 13:23   |  |
| 17.                                      | "Fly Here Now"                                                    | Jeff Bhasker, Lewis                             | Jeff Bhasker                    | 3:42    |  |

| Edição Limitada Japonesa |                                  |                                   |                      |         |  |
| N.º                      | Título                           | Compositor(es)                    | Produtor(es)         | Duração |  |
| 14.                      | "You Don't Care"                 | Leona Lewis, Ryan Tedder          | Ryan Tedder          | 4:04    |  |
| 15.                      | "Let It Rain"                    | Lewis, Shanks, Danielle Brisebois | John Shanks          | 3:42    |  |
| 16.                      | "Fly Here Now"                   | Jeff Bhasker, Lewis               | Jeff Bhasker         | 3:42    |  |
| 17.                      | "Happy" (Jason Nevins radio mix) | Leona Lewis, Ryan Tedder, Bogart  | Tedder, Jason Nevins | 4:24    |  |

- Edição Padrão Norte-Americana

| N.º            | Título | Compositor(es)                                                                                     | Produtor(es)                      | Duração |  |
| 1.             | "Happy" | Leona Lewis, Ryan Tedder, Evan Bogart                                                              | Ryan Tedder                       | 4:01    |  |
| 2.             | "I Got You" | Arnthor Birgisson, Max Martin, Savan Kotecha                                                       | Arnthor Birgisson                 | 3:45    |  |
| 3.             | "Love Letter" | Kevin Rudolf, Kasher                                                                               | Kevin Rudolf                      | 4:00    |  |
| 4.             | "Can't Breathe" | Lewis, Keith Ross, Uriel Kadouch, Gavriel Aminov, Cheryline Lim, Michael Malih, Lundon J. Knighten | Uriel Kadouch, Harvey Mason, Jr.* | 4:14    |  |
| 5.             | "You Don't Care" | Tedder, Lewis                                                                                      | Ryan Tedder                       | 4:04    |  |
| 6.             | "Outta My Head" | Martin, Johan Karl Schuster, Kotecha                                                               | Max Martin, Shellback             | 3:39    |  |
| 7.             | "Brave" | Lewis, Andrew Frampton, Julian Bunetta, Kotecha                                                    | Julian Bunetta, Andrew Frampton   | 3:36    |  |
| 8.             | "My Hands" | Ina Wroldsen, Birgisson                                                                            | Arnthor Birgisson                 | 4:12    |  |
| 9.             | "Alive" | Lewis, Shanks, Danielle Brisebois                                                                  | John Shanks                       | 3:29    |  |
| 10.            | "Don't Let Me Down" (com vocais ao fundo de Justin Timberlake)                                                            | Lewis, Justin Timberlake, Robin Tadross, Mike Elizondo, James Fauntleroy                           | The Y's, Mike Elizondo*           | 4:36    |  |
| 11.            | "Fly Here Now" | Jeff Bhasker, Lewis                                                                                | Jeff Bhasker                      | 3:42    |  |
| 12.            | "Broken" | Lewis, John Shanks, Novel                                                                          | John Shanks                       | 4:03    |  |
| 13.            | "Lost Then Found" | Lewis, Tedder, Dan Muckala, Jess Cates, Lindy Robbins                                              | Ryan Tedder                       | 11:09   |  |
| 14.            | "Stone Hearts & Hand Grenades" ((faixa escondida ligada a "Lost Then Found", começa no 7:05, depois de 3:05 de silêncio)) | Lewis, Bogart, Frampton, Bunetta                                                                   | Julian Bunetta, Andrew Frampton   |         |  |
| Duração total: | Duração total: | Duração total:                                                                                     | Duração total:                    | 59:03   |  |

| Faixas Bónus do iTunes Norte Americano |         |                                 |                            |         |  |
| N.º                                    | Título  | Compositor(es)                  | Produtor(es)               | Duração |  |
| 14.                                    | "Naked" | Lewis, Kristian Lundin, Kotecha | Kristian Lundin, Shellback | 3:49    |  |

| Faixas extras da Edição Deluxe do iTunes |                                                                   |                                                 |                                 |         |  |
| N.º                                      | Título                                                            | Compositor(es)                                  | Produtor(es)                    | Duração |  |
| 14.                                      | "Brave" (ao vivo no Hackney Empire)                               | Lewis, Andrew Frampton, Julian Bunetta, Kotecha | Julian Bunetta, Andrew Frampton | 5:55    |  |
| 15.                                      | "The First Time Ever I Saw Your Face" (ao vivo no Hackney Empire) | Ewan MacColl                                    |                                 | 4:39    |  |
| 16.                                      | "Echo - The Reflection of Sound" (vídeo)                          |                                                 |                                 | 13:23   |  |
| 17.                                      | "Naked"                                                           | Lewis, Kristian Lundin, Kotecha                 | Kristian Lundin, Shellback      | 3:49    |  |

## Singles
| Lançamento              | Canção      | Gravadora | Formato          | Compositor(es)                               | Certificação |
| ----------------------- | ----------- | --------- | ---------------- | -------------------------------------------- | ------------ |
| 15 de Setembro de 2009  | "Happy"     | Syco      | CD Single        | Evan Bogart, Leona Lewis, Ryan Tedder        | Prata        |
| 15 de Setembro de 2009  | "Happy"     | J         | Download Digital | Evan Bogart, Leona Lewis, Ryan Tedder        | Ouro         |
| 19 de Fevereiro de 2010 | "I Got You" | Syco      | CD Single        | Arnthor Birgisson, Max Martin, Savan Kotecha |              |
| 19 de Fevereiro de 2010 | "I Got You" | J         | Download Digital | Arnthor Birgisson, Max Martin, Savan Kotecha |              |

## Vendas & Certificações
| País        | Certificador | Certificação ([[limiares de vendas) | ref   |
| ----------- | ------------ | ----------------------------------- | ----- |
| Canadá      | Music Canada | Ouro                                | [ 4 ] |
| Europa      | IFPI         | Platina                             | [ 5 ] |
| Irlanda     | IRMA         | Platina                             | [ 6 ] |
| Suíça       | IFPI         | Ouro                                | [ 7 ] |
| Reino Unido | BPI          | 2× Platina                          | [ 8 ] |

## Histórico de Lançamento
| Região         | Data                   | Formato                                  | Gravadora                | Catálogo      | ref    |
| -------------- | ---------------------- | ---------------------------------------- | ------------------------ | ------------- | ------ |
| Filipinas      | 9 de Novembro de 2009  | CD                                       | Sony Music Entertainment | 88697570012   | [ 9 ]  |
| Austrália      | 13 de Novembro de 2009 | CD, Download digital                     | Sony Music Entertainment | 88697588222   | [ 10 ] |
| Alemanha       | 13 de Novembro de 2009 | CD, Download digital                     | Sony Music Entertainment | 88697588222   | [ 11 ] |
| Irlanda        | 13 de Novembro de 2009 | CD, Download digital                     | Sony Music Entertainment | 88697570012   | [ 12 ] |
| Itália         | 13 de Novembro de 2009 | CD, Download digital                     | Sony Music Entertainment | 88697588222   | [ 13 ] |
| Países Baixos  | 13 de Novembro de 2009 | CD                                       | Sony Music Entertainment | 0886975700127 | [ 14 ] |
| Suíça          | 13 de Novembro de 2009 | Download Digital, CD (standard & deluxe) | Sony Music Entertainment | 88697588222   | [ 15 ] |
| Bélgica        | 16 de Novembro de 2009 | Download Digital, CD (standard & deluxe) | Sony Music Entertainment | 88697588222   | [ 16 ] |
| Chéquia        | 16 de Novembro de 2009 | Download Digital, CD (standard & deluxe) | Sony Music Entertainment | 88697588222   | [ 17 ] |
| França         | 16 de Novembro de 2009 | Download Digital, CD (standard & deluxe) | Sony Music Entertainment | 88697588222   | [ 18 ] |
| Grécia         | 16 de Novembro de 2009 | Download Digital, CD (standard & deluxe) | Sony Music Entertainment |               | [ 19 ] |
| Hong Kong      | 16 de Novembro de 2009 | CD                                       | Sony Music Entertainment | 88697570012   |        |
| Luxemburgo     | 16 de Novembro de 2009 | Digital download, CD (standard & deluxe) | Sony Music Entertainment | 88697588222   | [ 20 ] |
| Nova Zelândia  | 16 de Novembro de 2009 | Digital download, CD (standard & deluxe) | Sony Music Entertainment | 88697588222   | [ 21 ] |
| Noruega        | 16 de Novembro de 2009 | Digital download, CD (standard & deluxe) | Sony Music Entertainment | 88697570012   | [ 22 ] |
| Polónia        | 16 de Novembro de 2009 | Digital download, CD (standard & deluxe) | Sony Music Entertainment | 0886975882229 | [ 23 ] |
| Portugal       | 16 de Novembro de 2009 | Digital download, CD (standard & deluxe) | Sony Music Entertainment | 88697588222   | [ 24 ] |
| Espanha        | 16 de Novembro de 2009 | Download Digital (standard & deluxe)     | Sony Music Entertainment | 88697588222   | [ 25 ] |
| Reino Unido    | 16 de Novembro de 2009 | CD, Download Digital                     | Syco Music               | 88697570012   | [ 26 ] |
| Estados Unidos | 17 de Novembro de 2009 | CD                                       | J Records                | 886975966028  | [ 27 ] |
| Canadá         | 17 de Novembro de 2009 | CD                                       | Sony Music Entertainment | 88697596602   | [ 28 ] |
| Dinamarca      | 18 de Novembro de 2009 | CD                                       | Sony Music Entertainment | 88697570012   | [ 29 ] |
| Finlândia      | 18 de Novembro de 2009 | CD                                       | Sony Music Entertainment | 88697570012   | [ 30 ] |
| Suécia         | 18 de Novembro de 2009 | CD                                       | Sony Music Entertainment | 88697570012   | [ 31 ] |
| Brasil         | 23 de Novembro de 2009 | CD                                       | Sony Music Entertainment | 886975700127  |        |
| Japão          | 25 de Novembro de 2009 | CD                                       | Sony Music Japan         | SICP2465      | [ 32 ] |
| Japão          | 25 de Novembro de 2009 | CD + DVD                                 | Sony Music Japan         | SICP2466      | [ 33 ] |